# Kiemschijf

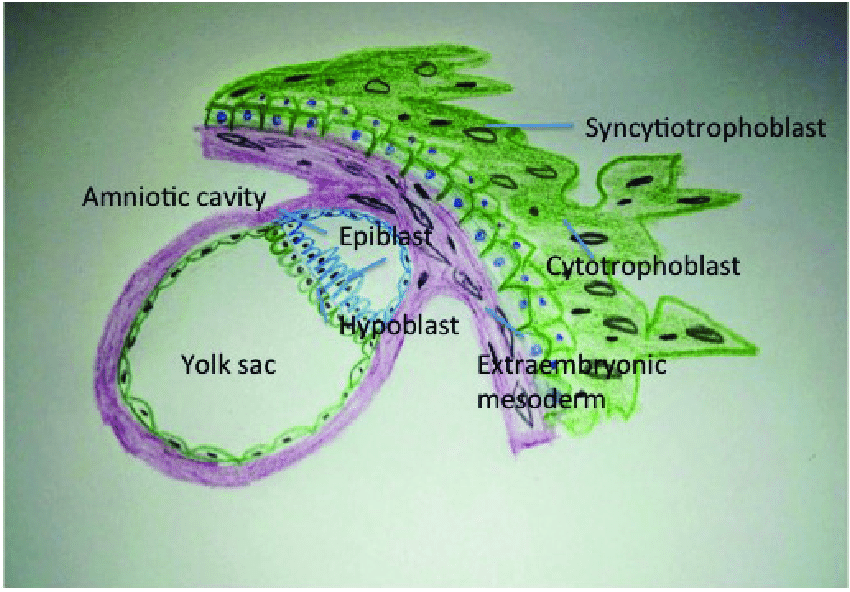
Menselijk embryo op dag 14 na de bevruchting met twee kiembladen. yolk sac=dooierzak

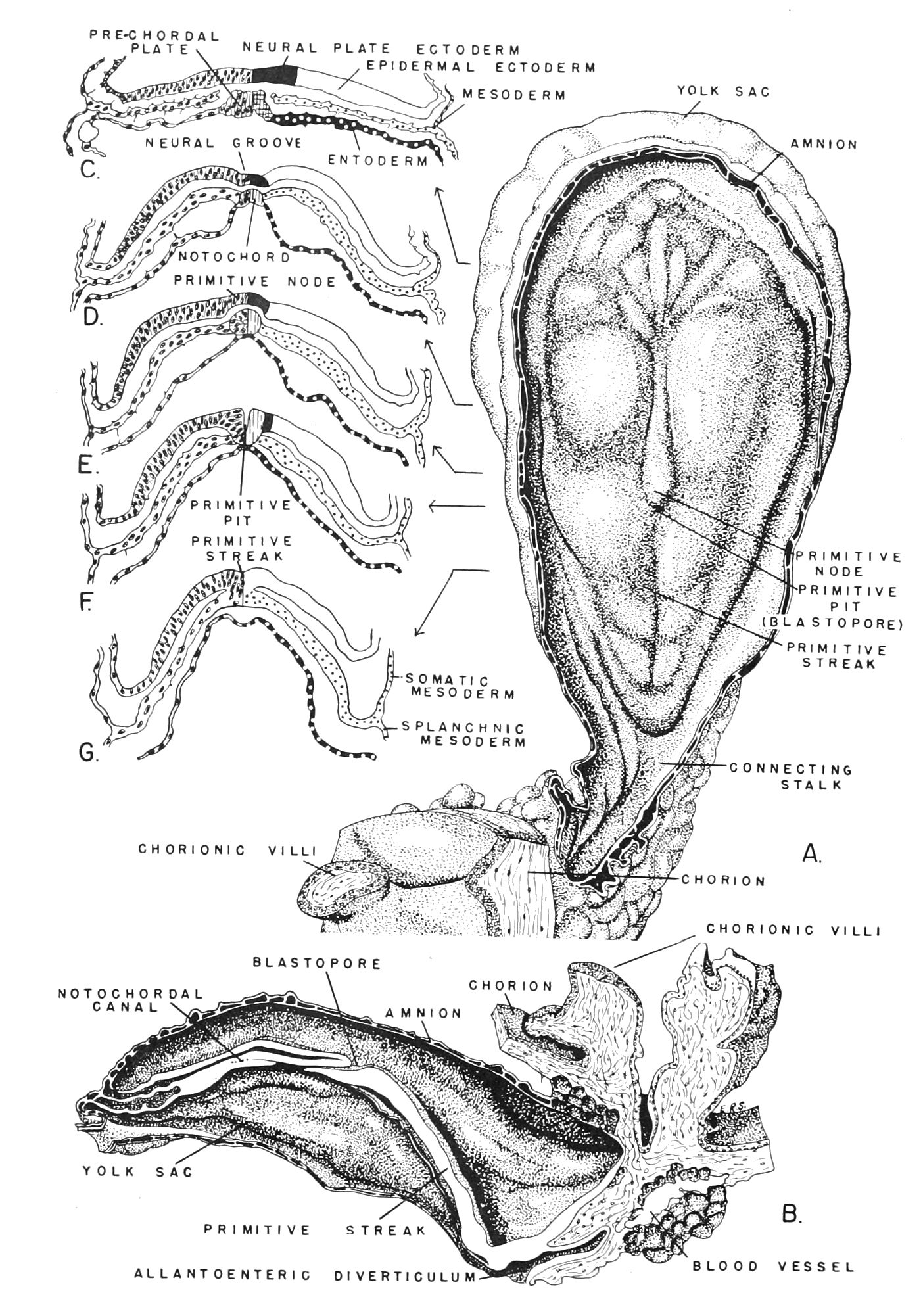
Laat gastrulastadium met drie kiembladen van een menselijk embryo. (A) Dorsaal aanzicht van de kiemschijf, amnion verwijderd. (B) Sagittale doorsnede door het middengebied van (A). (C-G) Dwarsdoorsneden zoals aangegeven

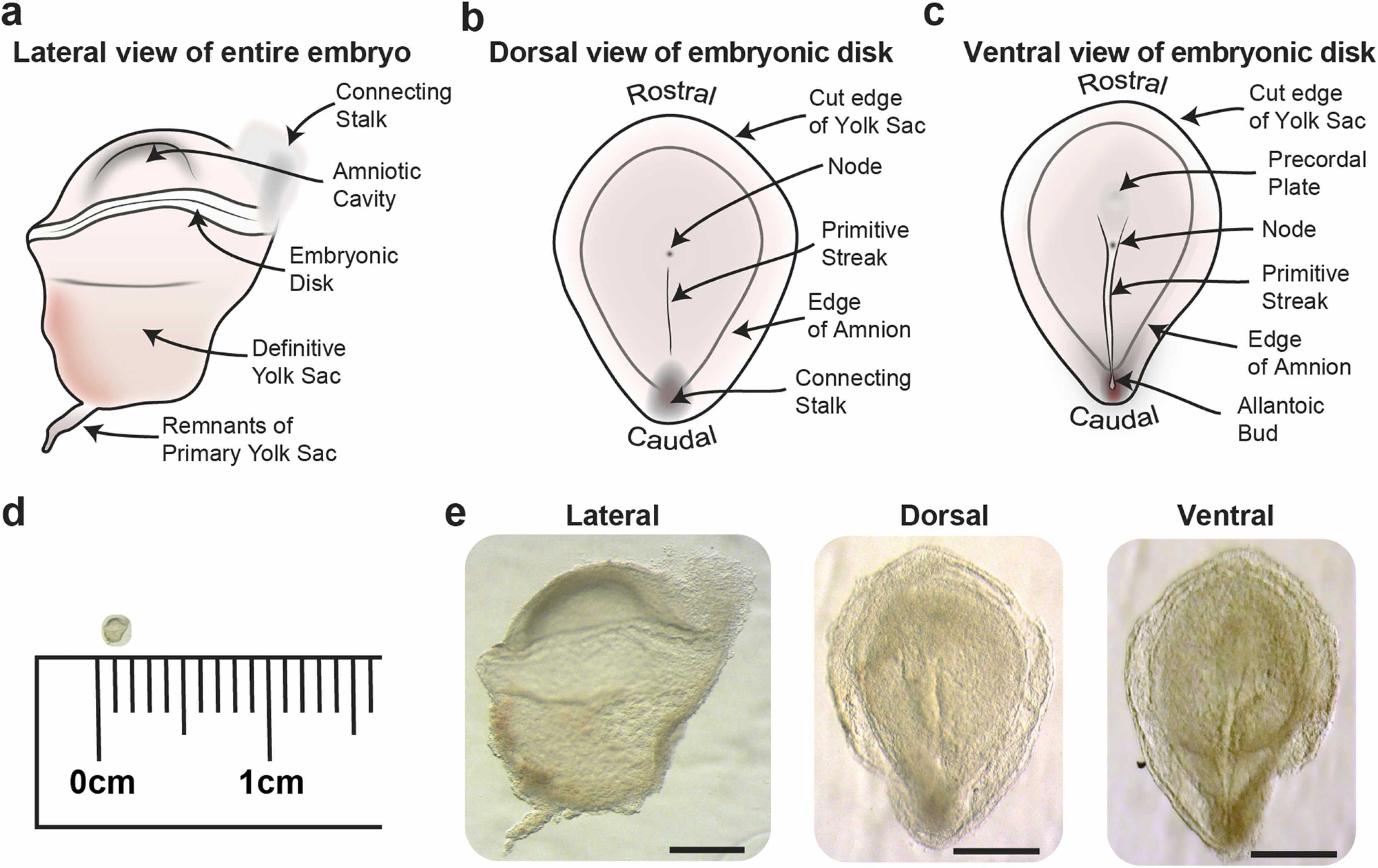
Kiemschijf bij de mens

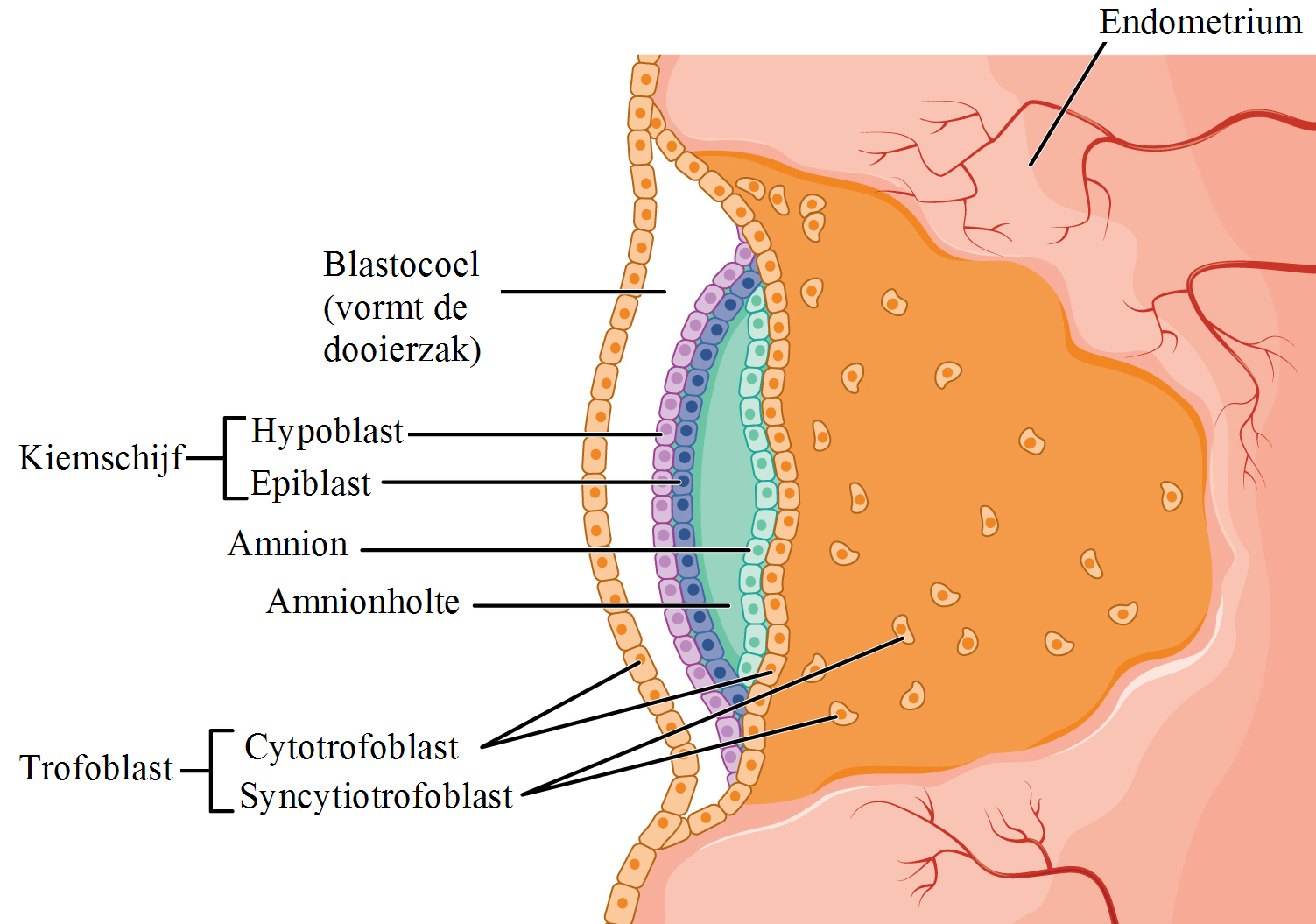
De kiemschijf met de omringende structuren op dag acht (vanaf de bevruchting) van de embryonale ontwikkeling. De trofoblast die tijdens de innesteling is gedifferentieerd in de twee lagen cytotrofoblast en syncytiotrofoblast

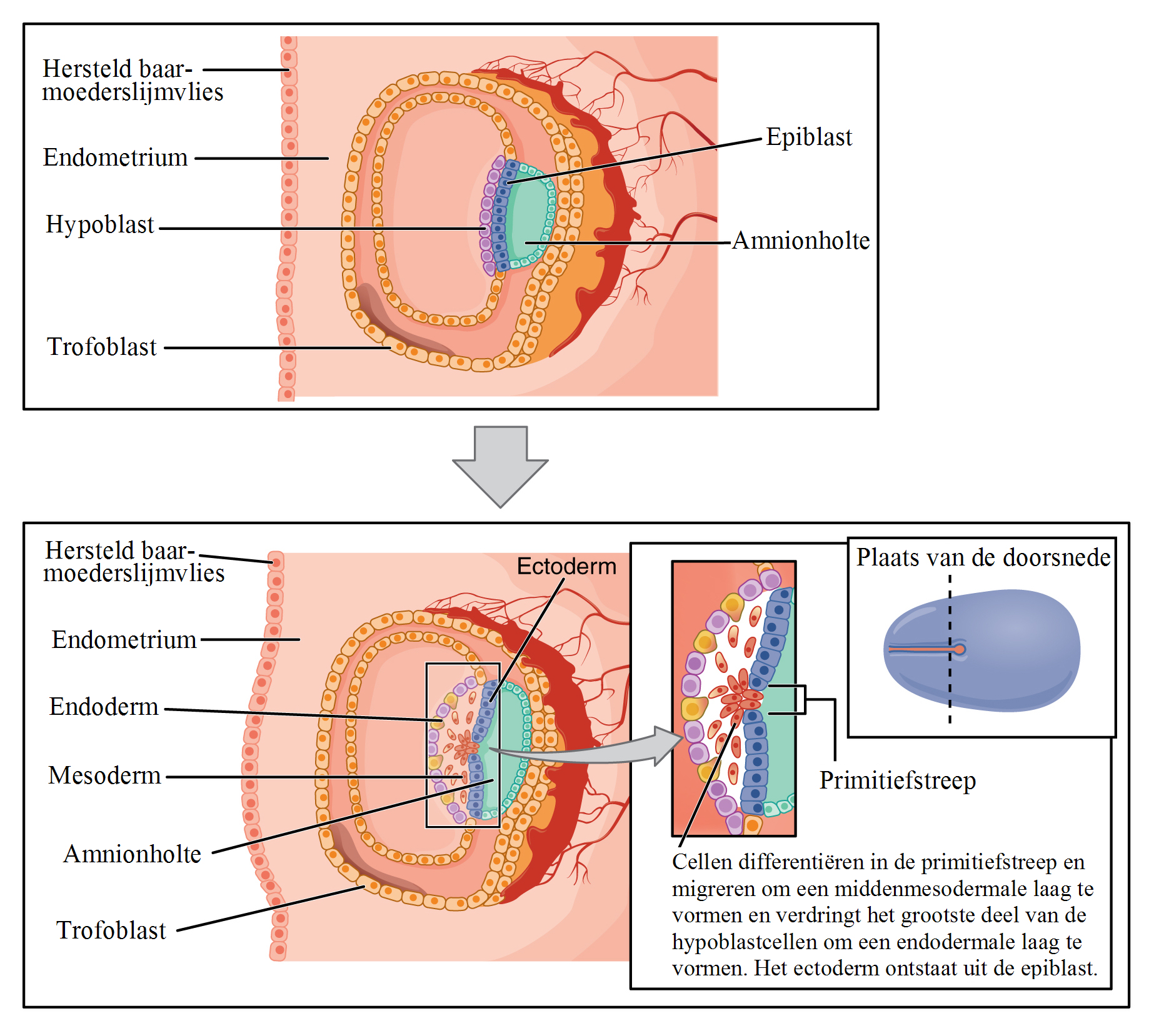
Kiemschijf

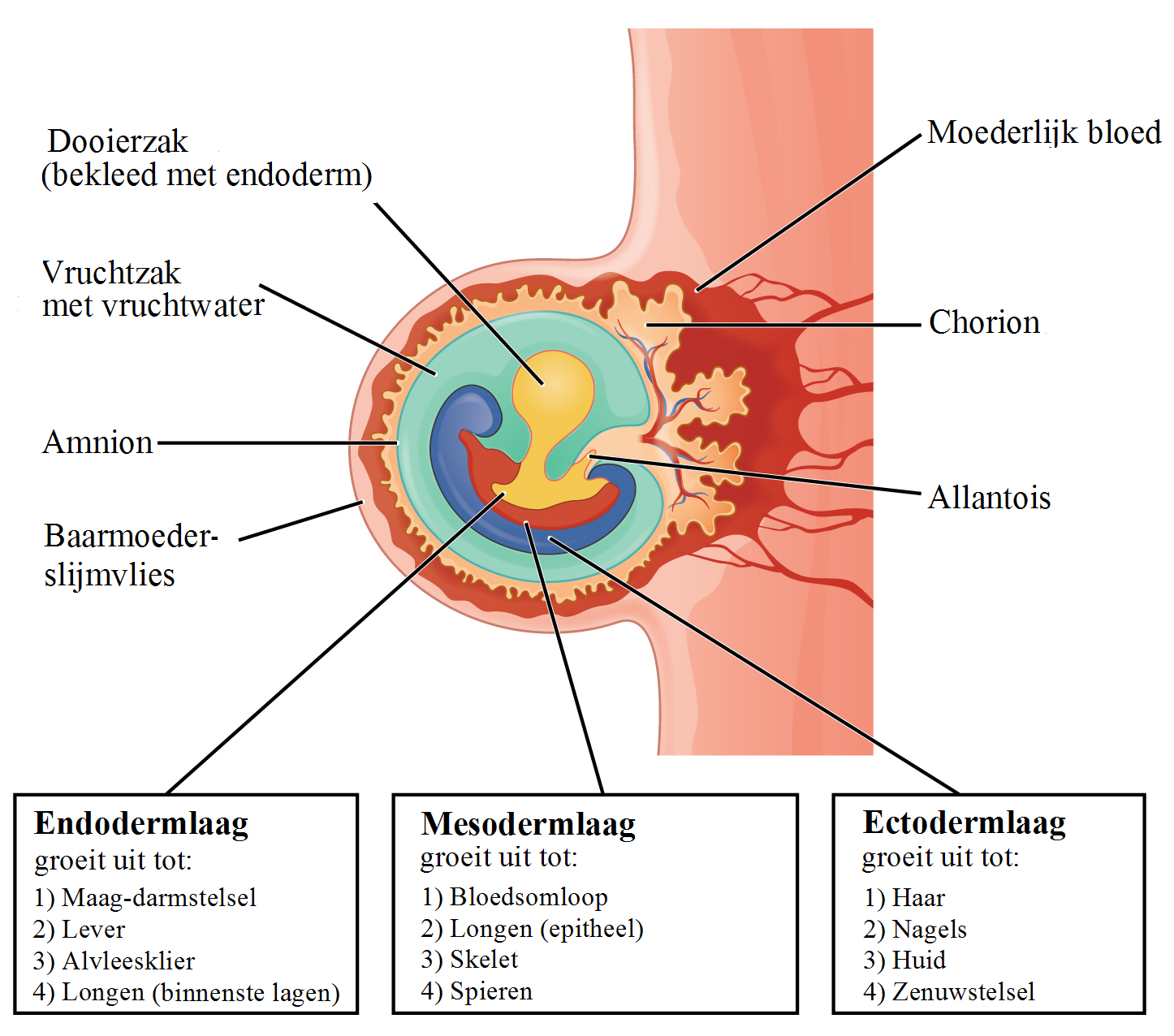
Embryo 3 weken oud (vanaf de bevruchting)

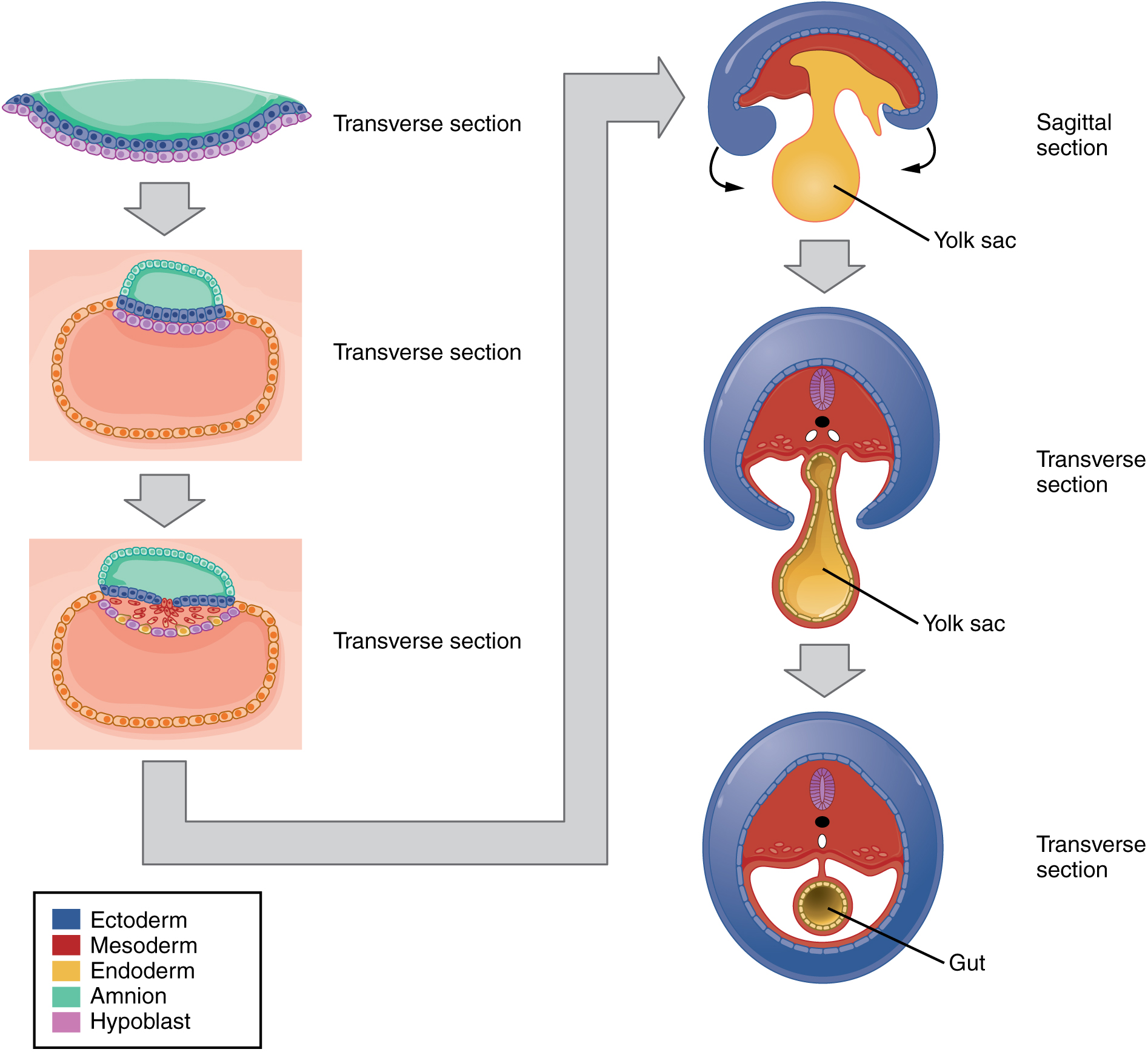
Invaginatie. Yolk sac=dooierzak, Gut=oerdarm.

De kiemschijf, bilaminair blastoderm of embryonale schijf is de tweelaagse structuur van cellen in een embryo. Er zijn ook organismen met één cellaag, zoals  sponzen. Bij mensen is deze in een acht dagen (vanaf de bevruchting) oud embryo aanwezig. Het wordt gevormd wanneer de binnenste celmassa, ook bekend als de embryoblast, een  schijf met twee lagen vormt, een bovenste laag de epiblast (primitief ectoderm) en een onderste laag de hypoblast (primitief endoderm). Deze twee cellagen zijn aan beide uiteinden uitgerekt tussen twee met vloeistof gevulde holtes: de primitieve dooierzak en de vruchtzak (amnionholte). Bij de triploblasten, waaronder de zoogdieren, vormt de epiblast een derde laag tussen de epiblast en de hypoblast, het mesoderm. Er is dan een kiemschijf, die bestaat uit drie kiembladen. Tweekiembladen (diploblastie) worden aangetroffen bij de neteldieren, eenkiembladen (monoblastie) bij de weefselloze Metazoa en het plakdiertje Trichoplax adhaerens.
De epiblast grenst aan de trofoblast en bestaat uit kolomvormige epitheelcellen; de hypoblast ligt het dichtst bij de blastocoel en bestaat uit kubusvormige cellen. Naarmate de twee lagen verder gevormd worden, vormt zich een basaal membraan tussen de lagen. Dit onderscheid in lagen van de kiemschijf definieert de primitieve dorso-ventrale as en polariteit in de embryogenese.
De epiblast migreert naar beneden weg van de trofoblast en vormt tussen de tweelagen de vruchtzakholte, waarvan de bekleding wordt gevormd door amnioblasten die zijn ontwikkelen uit de epiblast. De hypoblast wordt naar beneden gedrukt en vormt de binnenlaag van de dooierzak (exocoelomische holte). Sommige hypoblastcellen migreren langs de binnenste cytotrofoblastische bekleding (laag van Langhans of exocoelomisch membraan) van het blastocoel en scheiden onderweg een extracellulaire matrix af. Deze hypoblastcellen en extracellulaire matrix worden het membraan van Heuser (of het exocoelomische membraan) genoemd. Ze bedekken het blastocoel voor het vormen van de dooierzak (of exocoelomische holte). Cellen van de hypoblast migreren langs de buitenranden van dit reticulum en vormen het extra-embryonaal mesoderm; dit verstoort het extra-embryonale reticulum. Al snel vormen zich holtes in het reticulum, die uiteindelijk samensmelten tot de chorionholte (extra-embryonaal coeloom).

## Vorming
De zygote ondergaat splitsing door mitose terwijl deze door de eileider naar de baarmoeder gaat. Terwijl de zygote door celdeling twee, dan vier, dan acht en dan zestien cellen vormt (meestal op dag vier na de bevruchting), wordt het een bal van cellen, de morula. Tijdens het 3 tot 4 dagen durende verblijf in de eileider ondergaat deze zygote klievingsdelingen. De delende cellen groeien niet voor ze delen, waardoor het totale volume ongeveer gelijk blijft. De cellen blijven ook goed samen door de aanwezige zona pellucida (glashuid). Nadat er minstens 16 kleinere cellen zijn gevormd, beginnen de cellen zich voor het eerst te differentiëren. Elk van deze cellen is totipotent, waardoor ze elk apart kunnen uitgroeien tot een nieuwe en individuele cel.
De morula is ondertussen aangekomen in de baarmoeder en drijft verder in het vocht dat door het baarmoederslijmvlies wordt afgegeven en dat voor voedingsstoffen zorgt. De celdelingen gaan door, totdat de morula is uitgegroeid tot een massief klompje cellen, dat door de toenemende druk ten slotte uit de zona pellucida (glashuid) barst. Pas wanneer de blastocoel wordt gevormd, wordt het vroege embryo een blastula. De vorming van de blastula gaat vooraf aan de vorming van de gastrula waarin de kiemlagen van het embryo zich vormen. Bij zoogdieren vormt de blastula de blastocyste. Bij de andere meercellige dieren wordt er geen blastocyste gevormd maar vindt direct na de blastulatie de gastrulatie plaats. Zodra bij zoogdieren de blastocyste is gevormd, nestelt deze in het baarmoederslijmvlies. Tijdens de innesteling vormt de blastocyste uit de binnenste celmassa door celdifferentiatie de uit twee lagen bestaande kiemschijf. Eén daarvan is de epiblast, ook wel het primitief ectoderm wordt genoemd. De epiblast is de buitenste laag van de kiemschijf en bestaat uit kolomvormige cellen. De hypoblast, ook wel het primitieve endoderm genoemd, is de binnenste laag die het dichtst bij het baarmoederslijmvlies ligt en bestaat uit kubusvormige cellen. Bij de triploblasten, waaronder de zoogdieren, vormt de epiblast een derde laag tussen de epiblast en de hypoblast, het mesoderm. Er is dan een kiemschijf, die bestaat uit drie kiembladen. De epiblast zal zich ontwikkelen tot het 'eigen embryo', en de hypoblast tot de buitenste laag van de foetale membranen (extra-embryonale membranen). De blastocyste dient als bron van voedingsstoffen voor de groeiende cellen door diffusie vanuit de omringende vloeistof. Bij een diploblast is alleen de epiblast en hypoblast aanwezig en alleen het endoderm en ectoderm gevormd worden. Een diploblast komt voor bij de neteldieren en ribkwallen. Tot de diploblastische dieren die vandaag de dag leven behoren kwallen, koralen, zeeanemonen en ribkwallen. Eenvoudigere dieren, zoals sponzen, zijn monoblastisch en hebben één kiemblad, waardoor ze een echte weefselorganisatie missen.

## Vruchtzakvorming
Vanaf dag acht (na de bevruchting) is de vruchtzak, vruchtblaas of amnionholte de eerste nieuwe holte die zich vormt. Er verzamelt zich vloeistof tussen de epiblast en de hypoblast, waardoor de epiblast in twee delen wordt gesplitst. De laag bij de embryonale pool groeit rond de vruchtzak en creëert een barrière tegen de cytotrofoblast. Dit wordt het amnion of vruchtvlies, een van de vier foetale membranen en de cellen die het bevat, worden amnioblasten genoemd. In de tweede week na de bevruchting begint het amnion zich te vormen. Hoewel de vruchtzak aanvankelijk kleiner is dan de blastocyste, wordt hij in week acht groter totdat het hele embryo door het amnion is omgeven.

### Dooierzak- en vruchtzakvorming
Het proces van de vorming van de vruchtzak (amnionholte of extra-embryonale coeloom) en de dooierzak staat nog steeds ter discussie. De hoofdtheorie stelt dat de vorming van de membranen van de dooierzak begint met een toename van de productie van hypoblastcellen, gevolgd door verschillende migratiepatronen. Op dag acht na de bevruchting begint het eerste deel van de hypoblastcellen met hun migratie en maakt wat bekend staat als de primaire dooierzak, of het membraan van Heuser (exocoelomisch membraan). Op dag 12 na de bevruchting is de primaire dooierzak door een nieuwe groep migrerende hypoblastcellen vervangen, die nu bijdragen aan de definitieve dooierzak.
Terwijl de primaire dooierzak zich vormt, migreert het extra-embryonale mesoderm naar het blastocoel en vult deze met losjes opeengepakte cellen. Op het moment dat het extra-embryonale mesoderm in twee delen wordt verdeeld, ontstaat er een nieuwe holte die de vruchtzak wordt genoemd. Deze nieuwe holte is verantwoordelijk voor het losmaken van het embryo en zijn amnion en dooierzak van de verre wand van de blastocyste, die nu het chorion wordt genoemd. Wanneer het extra-embryonale mesoderm zich in twee lagen splitst, worden het amnion, de dooierzak en het chorion ook dubbellaags. Het amnion en het chorion zijn samengesteld uit extra-embryonaal ectoderm en extra-embryonaal mesoderm, terwijl de dooierzak bestaat uit extra-embryonaal endoderm en mesoderm. Op dag 13 na de bevruchting zit de kiemschijf met amnion en dooierzak met de rug met de hechtsteel eerst nog vast aan het chorion. De hechtsteel is het vroegste begin van de placenta en bestaat uit een dicht deel van het extra-embryonale mesoderm.

1 - vruchtzak of amnionholte, 2 - dooierzak, 3 - chorionholte
De vroege vorming van de allantois en differentiatie van de hechtsteel. 1 vruchtzak of amnionholte, 2 hechtsteel, 3 allantois, 4 dooierzak, 5 chorion
- Driedimensionale simulatie van het gastrulatieproces, 6 min

### Ontwikkeling van de dooierzak

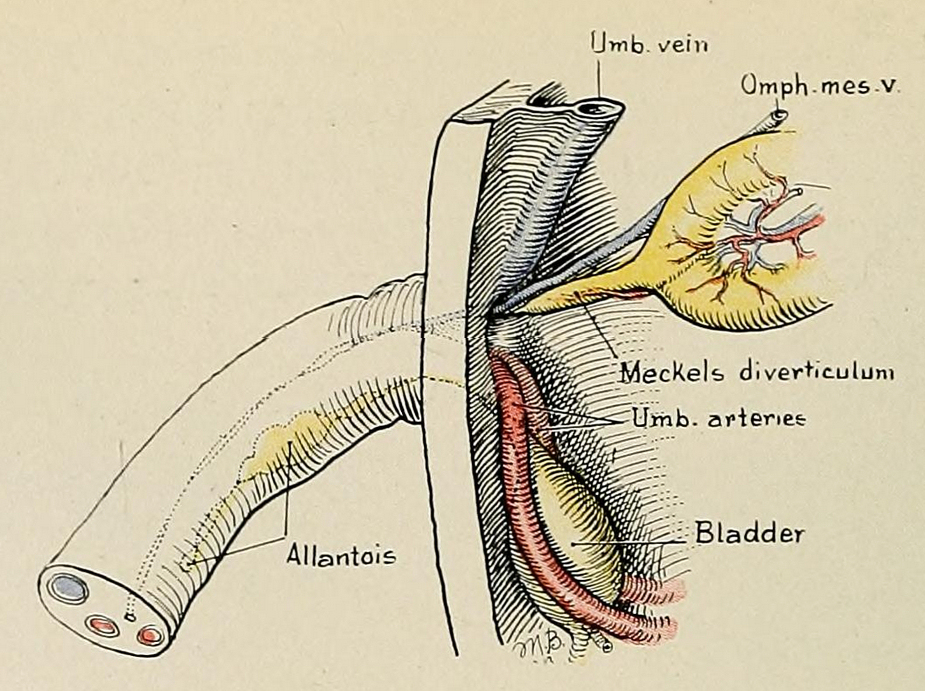
Het divertikel van Meckel op een deel van de dunne darm.

Net als het amnion is de dooierzak een foetaal membraan dat een holte omringt. De vorming van de dooierzak vindt plaats nadat het extra-embryonale mesoderm zich splitst, en het een dubbellaagse structuur wordt met van de hypoblast afgeleid endoderm aan de binnenkant en het mesoderm dat de buitenkant omringt. De dooierzak draagt in grote mate bij aan het embryo tijdens de vierde week van ontwikkeling (vanaf de bevruchting) en zorgt voor voeding, gasuitwisseling tussen de moeder en het zich ontwikkelende embryo en de vorming van bloed (hematopoëse). Ook worden primordiale kiembaancellen eerst aangetroffen in de wand van de dooierzak vóór de migratie van primordiale kiembaancellen. Na de vierde week van ontwikkeling wordt de groeiende kiemschijf veel groter dan de dooierzak en gaat de dooierzak uiteindelijk vóór de geboorte al terug naar de normale omvang (involute zich). Als de placenta volledig gevormd is, neemt deze de functie van de dooierzak over. Een groot deel van de dooierzak wordt tijdens de vierde week van de embryonale ontwikkeling in de oerdarm (archenteron) opgenomen. Soms kan de dooierzak blijven bestaan als de dooiergang en een aangeboren uitzakking van het spijsverteringskanaal veroorzaken, het divertikel van Meckel genoemd.